# Veľký Gápeľ

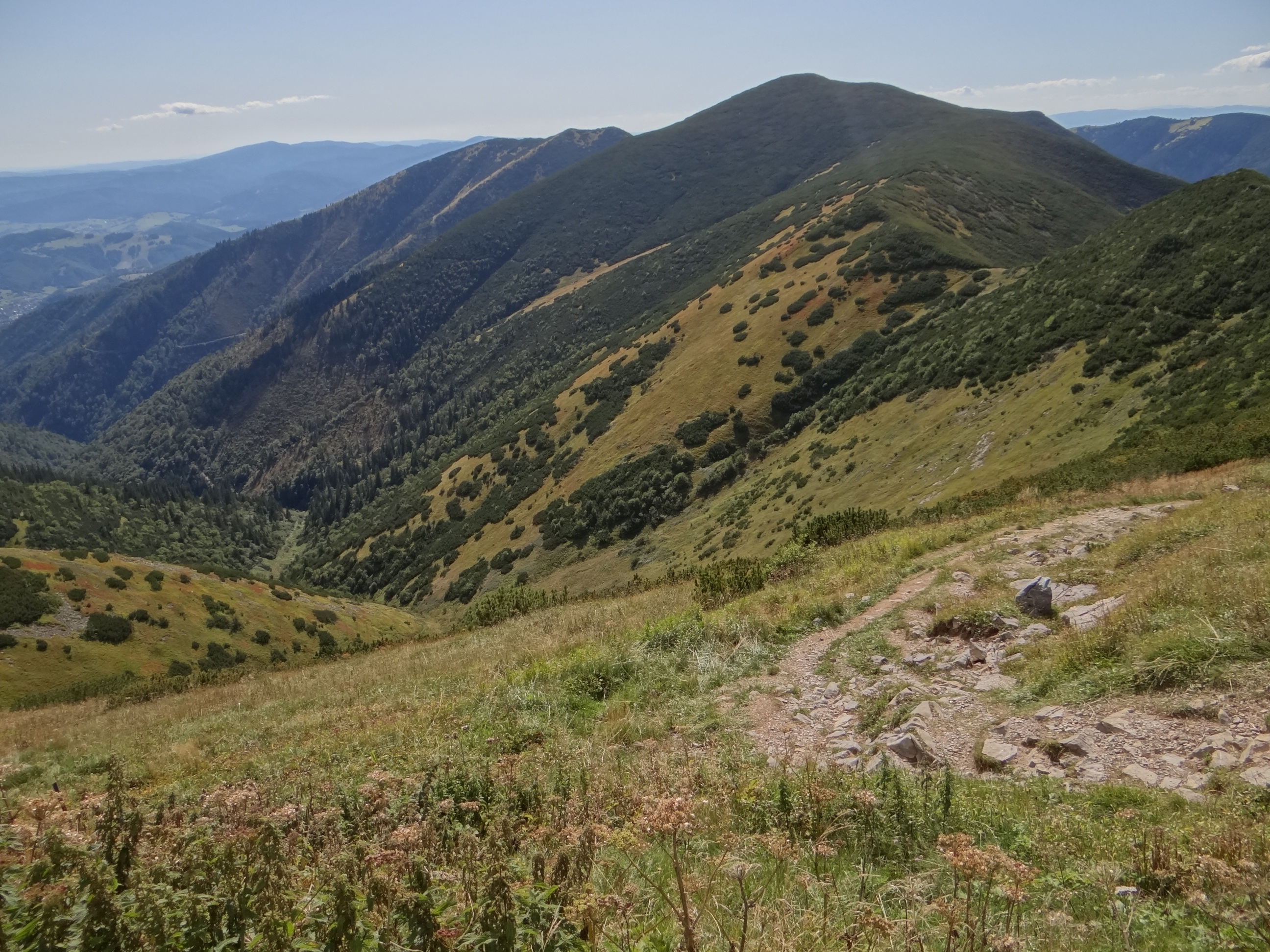
Veľký Gápeľ i dolina Zelenská Mlynna

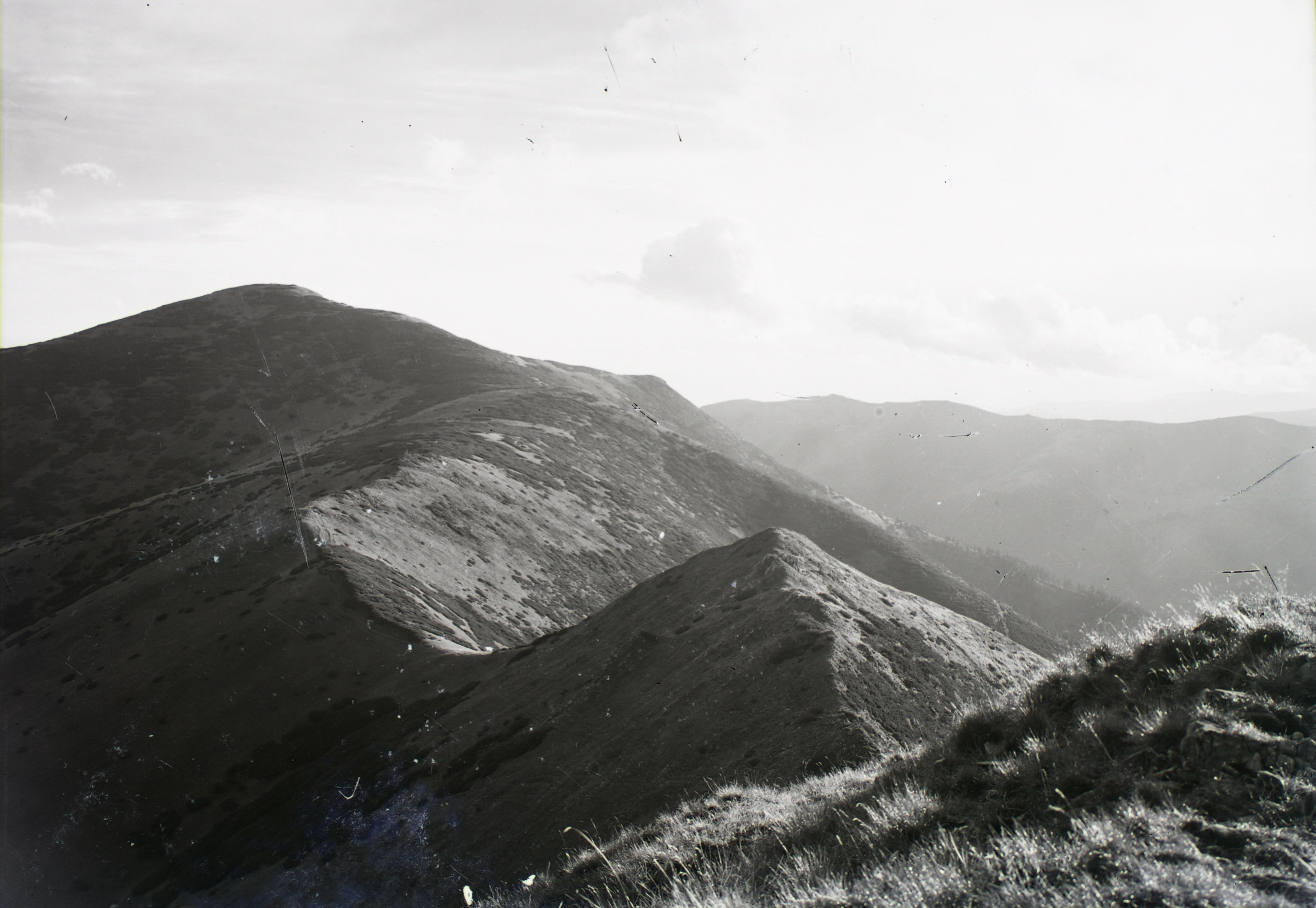
Veľký Gápeľ

Veľký Gápeľ – grzbiet górski w zachodniej (tzw. dziumbierskiej) części Niżnych Tatr na Słowacji. Masywny i rozłożysty, jest najwyższym wzniesieniem jednego z południowych grzbietów bocznych Niżnych Tatr, dobrze widocznym i rozpoznawalnym w panoramach tych gór

## Topografia
Leży w bocznym grzbiecie Niżnych Tatr, odgałęziającym się w kierunku południowym od głównego grzbietu w zworniku znajdującym się ok. 1,2 km na południowy wschód od najwyższego szczytu tych gór – Dziumbiera, mniej więcej w miejscu, w którym stoi Schronisko Štefánika. Zwornik Weľkego Gapľa znajduje się na wysokości 1728 m, na grzbiecie zaś znajdują się 3 wierzchołki o wysokościach 1777 m, 1677 m i 1670 m.
Grzbiet Gápla biegnie początkowo w kierunku południowo-zachodnim, po czym za jego szczytem wolno wykręca ku południu. Poza wzniesieniem 1670 m zaczyna szybciej opadać, po czym schodzi w widły potoków Bystrianka (na zachodzie) i Štiavnička (na wschodzie). Długi na ok. 10 km grzbiet Gápla rozdziela doliny: Bystrą na zachodzie od doliny Młynnej na wschodzie. Masyw Gápla, pomimo optycznej zwartości, jest dość mocno rozczłonkowany bocznymi dolinkami drobnych cieków wodnych. Jego stoki są strome, w górnych, halnych partiach lawiniaste.

## Opis szczytu
Większa część masywu Wielkiego Gápla, wraz z wierzchołkiem, zbudowana jest z granitu. Jedynie północny pas od Trangoški w Dolinie Bystrej po wspomniane schronisko Štefánika zbudowany jest ze skał wapiennych tzw. krasu dziumbierskiego. Objawiają się one w grzbiecie łączącym Wielki Gápeľ z głównym grzbietem Niżnych Tatr skalistym wzniesieniem tzw. Kozich Grzbietów.
Po poziomicę ok. 1500 m n.p.m. masyw jest gęsto zalesiony: w dolnych partiach porastają go dolnoreglowe lasy bukowo-jodłowe, w wyższych – świerczyny regla górnego. W partiach szczytowych rozległe partie halne, kiedyś intensywnie wypasane, które na północ od wierzchołka zarastają kosodrzewiną.
Cały masyw Wielkiego Gápla, mniej więcej po poziomicę 1300 m n.p.m. na jego południowych skłonach, objęty jest granicami Parku Narodowego Niżne Tatry.

## Turystyka
W masywie Wielkiego Gápla nie ma znakowanych szlaków turystycznych i dlatego jest on rzadko odwiedzany przez turystów.